# Tony Beltran
Pour les articles homonymes, voir Beltran.
Anthony Benjamin Beltran, né le 11 octobre 1987 à Claremont (Californie), est un joueur international américain de soccer évoluant au poste de défenseur.

## Biographie

### Années universitaires
Beltran rejoint la Claremont High School où il joue sous les ordres de Freb Bruce-Olivier durant quatre années, remportant à trois reprises le trophée MVP. Il est deux fois Parade All American et accède ensuite aux championnats universitaires avec le Red Storm de St. John's puis les Bruins d'UCLA.

### Parcours professionnel
Tony joue, en 2007, dans le club californien du Storm de Los Angeles qui évolue alors en Premier Development League.
Son passage au professionnalisme arrive lors de la MLS SuperDraft de 2008 où il est drafté en troisième position lors du premier tour par la franchise du Real Salt Lake. Il fait ses débuts en Major League Soccer en tant que remplaçant lors d'une victoire 4-0 contre D.C. United le 12 avril 2008. Sa première titularisation intervient quelques jours plus tard, le 3 mai, à l'occasion d'une rencontre contre le Galaxy de Los Angeles qui se soldera par un match nul 2-2. À la suite des blessures de Nat Borchers et Jamison Olave, il devient titulaire durant la demi-finale de conférence ouest durant les séries de la saison 2011. Il sauve sûrement son équipe durant les séries en repoussant de la tête une frappe de Jeff Parke alors que le but est vide et préserve ainsi une score cumulé de 3-0 (3-2 au terme des deux confrontations pour le Real).
Le 13 septembre 2019, après deux saisons blanches, il met un terme à sa carrière sportive où il aura uniquement représenté le Real Salt Lake dans le monde professionnel.

### International
Beltran est retenu parmi la sélection des États-Unis des moins de 20 ans et participe à la Coupe du monde des moins de 20 ans 2007. Il joue à l'occasion de deux rencontres lors du Tournoi de Toulon 2008. En janvier 2013, il est convoqué pour participer au camp d'entraînement de sa sélection nationale et fait ses débuts lors d'un match amical contre le Canada qui se soldera sur un match nul 0-0 au BBVA Compass Stadium.

## Palmarès
Real Salt Lake
- Vainqueur de la Coupe MLS en 2009
- Vainqueur de la Conférence Est de Major League Soccer en 2009

 États-Unis
- Vainqueur de la Gold Cup en Gold Cup 2013

## Statistiques
| Saison                | Club                  | Championnat           | Championnat | Championnat | Coupe(s) nationale(s) | Coupe(s) nationale(s) | Compétition(s) continentale(s) | Compétition(s) continentale(s) | Compétition(s) continentale(s) | Séries | Séries | États-Unis | États-Unis | Total | Total |
| Saison                | Club                  | Division              | M.          | B.          | M.                    | B.                    | Comp.                          | M.                             | B.                             | M.     | B.     | M.         | B.         | M.    | B.    |
| 2008                  | Real Salt Lake        | MLS                   | 15          | 0           | 2                     | 0                     | -                              | -                              | -                              | 0      | 0      | -          | -          | 17    | 0     |
| 2009                  | Real Salt Lake        | MLS                   | 23          | 0           | 1                     | 0                     | -                              | -                              | -                              | 1      | 0      | -          | -          | 25    | 0     |
| 2010                  | Real Salt Lake        | MLS                   | 18          | 0           | 2                     | 0                     | LCC                            | 3                              | 0                              | 1      | 0      | -          | -          | 24    | 0     |
| 2011                  | Real Salt Lake        | MLS                   | 22          | 0           | 2                     | 1                     | LCC                            | 4                              | 0                              | 2      | 0      | -          | -          | 30    | 1     |
| 2012                  | Real Salt Lake        | MLS                   | 32          | 0           | 1                     | 0                     | LCC                            | 4                              | 0                              | 2      | 0      | -          | -          | 39    | 0     |
| 2013                  | Real Salt Lake        | MLS                   | 25          | 0           | 4                     | 1                     | -                              | -                              | -                              | 5      | 0      | 2          | 0          | 36    | 1     |
| 2014                  | Real Salt Lake        | MLS                   | 29          | 0           | 1                     | 0                     | -                              | -                              | -                              | 2      | 0      | 1          | 0          | 33    | 0     |
| 2015                  | Real Salt Lake        | MLS                   | 31          | 0           | 3                     | 0                     | LCC                            | 4                              | 0                              | -      | -      | -          | -          | 38    | 0     |
| 2016                  | Real Salt Lake        | MLS                   | 29          | 0           | 1                     | 0                     | LCC                            | 2                              | 0                              | 0      | 0      | -          | -          | 32    | 0     |
| 2017                  | Real Salt Lake        | MLS                   | 21          | 1           | 0                     | 0                     | -                              | -                              | -                              | -      | -      | -          | -          | 21    | 1     |
| 2018                  | Real Salt Lake        | MLS                   | 0           | 0           | 0                     | 0                     | -                              | -                              | -                              | 0      | 0      | -          | -          | 0     | 0     |
| 2019                  | Real Salt Lake        | MLS                   | 0           | 0           | 0                     | 0                     | -                              | -                              | -                              | -      | -      | -          | -          | 0     | 0     |
| Total sur la carrière | Total sur la carrière | Total sur la carrière | 245         | 1           | 17                    | 2                     | -                              | 17                             | 0                              | 13     | 0      | 3          | 0          | 295   | 3     |